# 안동 예안이씨 충효당
안동 예안이씨 충효당(安東 禮安李氏 忠孝堂)은 경상북도 안동시 풍산읍에 있는 조선시대 초기의 가옥이다. 1971년 8월 30일 대한민국의 보물 제553호로 지정되었다.

## 개요
이 집은 임진왜란 때 의병장으로 활약하다가 순국한 이홍인 부자의 충과 효가 얽혀있는 유서 깊은 집이다. 이홍인 공의 후손들이 사는 집으로서 명종 6년(1551)에 지은 것으로 보아 조선 중기 건축으로 추정되며 ‘충효당’이라 부른다.
안채와 사랑채가 맞붙어 있고 안동지방에서 흔히 볼 수 있는 ㅁ자형 평면을 이루고 있다. 내부의 중앙은 뜰로 꾸민 소박한 집으로 남쪽과 서쪽에 바깥으로 통하는 대문이 있다. 남문이 본래의 대문이지만 지금은 서문을 대문으로 사용하고 있는데, 서문 바깥에 평행하게 있던 바깥채를 철거한 뒤에 드나드는 문도 옮긴 것으로 보인다. 공간에 비하여 넓고 튼튼한 문틀을 하고 있으며 드나드는 문이 많아 흥미롭다. 서쪽에는 一자형이며, 지붕 옆면이 여덟 팔(八)자 모양인 팔작지붕을 가진 '쌍수당'이라는 별당이 있다. '쌍수당'이란 충과 효를 한 집안에서 다 갖추었다는 의미로, 이홍인이 임진왜란 때 의병장으로 나서 왜적과 싸우다 장렬하게 순국한 충의를 기리고 그 후손 한오의 지극한 효를 기리는 것이다.
이 집은 부분적으로 수리를 하고 변형도 되었으나 나직한 야산을 배경으로 하고 풍산평야를 바라보며 자리잡고 있다. 또한 대부분의 상류주택과는 달리 소박하고 서민적인 민가 성격이 강하다.

## 참고 자료
- 안동 예안이씨 충효당 - 국가유산청 국가유산포털